# Krzysztof Filipek
Krzysztof Filipek (ur. 1 sierpnia 1961 w Węgrowie) – polski polityk, związkowiec, przedsiębiorca, rolnik, poseł na Sejm IV i V kadencji, w latach 2006–2007 sekretarz stanu w Kancelarii Prezesa Rady Ministrów.

## Życiorys

### Wykształcenie i praca zawodowa
Uzyskał wykształcenie średnie. W 1999 ukończył Zespół Szkół Ekonomicznych (wcześniej został absolwentem szkoły zawodowej). Początkowo pracował jako tokarz. W latach 90. był administratorem w warszawskiej kamienicy. Następnie prowadził firmę produkującą płyty betonowe. Był również właścicielem 9-hektarowego gospodarstwa rolnego w Międzylesiu. Po 2007 założył firmę doradczą.

### Działalność polityczna i związkowa
W 1998 wstąpił do Związku Zawodowego Rolnictwa „Samoobrona”, w którym do 2007 pełnił funkcję wiceprzewodniczącego. W tym samym roku objął funkcję przewodniczącego partii Samoobrona Rzeczpospolitej Polskiej w województwie mazowieckim. Wszedł także do prezydium ugrupowania.
W wyborach parlamentarnych w 2001 uzyskał liczbą 16 108 głosów mandat poselski na Sejm IV kadencji jako jej kandydat w okręgu siedleckim. W 2005 po raz drugi został posłem liczbą 16 515 głosów. Od 2003 do 2004 był obserwatorem, a od maja do lipca 2004 posłem do Parlamentu Europejskiego. Zasiadał w Komisji Polityki Regionalnej, Transportu i Turystyki PE. W latach 2001–2006 przewodniczył sejmowej Komisji Ochrony Środowiska, Zasobów Naturalnych i Leśnictwa.
Od 2001 zasiadał w prezydium klubu parlamentarnego Samoobrony RP. W 2005 został w nim rzecznikiem dyscypliny, a w maju 2006 objął funkcję p.o. przewodniczącego klubu. Od 2 listopada 2006 do 13 sierpnia 2007 był sekretarzem stanu w Kancelarii Prezesa Rady Ministrów. W przedterminowych wyborach parlamentarnych w 2007 bez powodzenia ubiegał się o reelekcję (dostał 3847 głosów).
Wkrótce po wyborach wraz z m.in. Danutą Hojarską opuścił Samoobronę RP, zapowiadając stworzenie nowego ugrupowania politycznego o nazwie Partia Regionów. 19 grudnia 2007 został p.o. prezesa tego ugrupowania. 18 kwietnia 2009 zrezygnował z funkcji, zostając wiceprezesem partii (pełnił tę funkcję do 2010).
W 2008 został skazany przez Sąd Okręgowy w Warszawie na karę 5 tys. zł grzywny za zniszczenie w 2002 zboża należącego do Zbigniewa Komorowskiego poprzez wysypanie go na tory. Wyrok ten został w marcu 2009 utrzymany w mocy przez Sąd Apelacyjny.
W 2010 współtworzył Stowarzyszenie „Polska Wieś”, które wspierało w kampanii prezydenckiej Jarosława Kaczyńskiego. W tym samym roku został wiceprzewodniczącym partii Ruch Ludowo-Narodowy i asystentem społecznym posła Bogusława Kowalskiego. W lutym 2011 został p.o. przewodniczącego RLN, pełnił tę funkcję do stycznia 2012. W 2012 utworzył nowe stowarzyszenie o charakterze politycznym „Samopomoc RP” (i został jego przewodniczącym), odwołujące się do dawnej Samoobrony i działalności Andrzeja Leppera. Przed wyborami do Parlamentu Europejskiego w 2014 uczestniczył w kampanii Polski Razem. W wyborach samorządowych w tym samym roku (według informacji medialnych jako kandydat tej partii) ubiegał się o mandat radnego sejmiku mazowieckiego z listy Prawa i Sprawiedliwości. W 2015 wystartował do Sejmu VIII kadencji również z ramienia PiS. W 2017 założył Partię Chłopską (zarejestrowaną w latach 2018–2022), której był przewodniczącym. W wyborach w 2018 wystartował na radnego województwa z ramienia koalicji SLD Lewica Razem. W 2023 z ramienia ZZR „Samoobrona” (związanego wówczas z partią Samoobrona) został powołany przez ministra rolnictwa i rozwoju wsi w skład Rady Rolników. Został I wiceprzewodniczącym związku i jego pełnomocnikiem w województwie mazowieckim.

## Wyniki wyborcze
| Wybory | Komitet wyborczy   | Komitet wyborczy                    | Organ                                        | Okręg        | Wynik          |
| ------ | ------------------ | ----------------------------------- | -------------------------------------------- | ------------ | -------------- |
| 2001   |                    | Samoobrona Rzeczpospolitej Polskiej | Sejm IV kadencji                             | nr 18        | 16 180 (5,07%) |
| 2005   | Sejm V kadencji    | Samoobrona Rzeczpospolitej Polskiej | 16 515 (5,56%)                               | nr 18        |                |
| 2007   | Sejm VI kadencji   | Samoobrona Rzeczpospolitej Polskiej | 3847 (1,04%)                                 | nr 18        |                |
| 2014   |                    | Prawo i Sprawiedliwość              | Sejmik Województwa Mazowieckiego V kadencji  | nr 6         | 3583 (1,15%)   |
| 2015   | Sejm VIII kadencji | Prawo i Sprawiedliwość              | nr 18                                        | 2685 (0,72%) |                |
| 2018   |                    | SLD Lewica Razem                    | Sejmik Województwa Mazowieckiego VI kadencji | nr 6         | 4413 (1,16%)   |

## Życie prywatne
Jest rozwiedziony, ma troje dzieci.